# Beth Wambui Mugo
Beth Wambui Mugo (nascida em 11 de julho de 1939 no distrito de Kiambu) é uma política queniana. Ela pertence ao Partido da Unidade Nacional e foi eleita para representar o círculo eleitoral de Dagoretti na Assembleia Nacional do Quénia nas eleições parlamentares de 2007.